# Living Eyes
Living Eyes četrnaesti je studijski album australskog rock sastava The Bee Gees, koji izlazi 1981.g. Bee Gees se izdavanjem ovoga albuma totalno udaljio od disko žanra glazbe. Zbog toga je Living Eyes prošao dosta loše u Sjedinjenim Američkim Državama, jer je bio u anti-disco stilu. Album se prodao u 750.000 primjeraka širom svijeta i ušao je na Top 40 američke i britanske Top ljestvice. Također je zauzeo #6 u Norveškoj i #4 u Španjolskoj.
Living Eyes je odabran da bude prvi Bee Geesov album koji je objavljen na CD-u u promotivne svrhe. Prikazan je 1981. u BBC-ovoj emisiji Tomorrow's World, te je predstavljen kao kompaktni disk u trgovini časopisa.

## Popis pjesama
Sve pjesme napisali su Barry Gibb, Robin Gibb i Maurice Gibb, osim ako je drugačije naznačeno.
1. "Living Eyes" – 4:20
2. "He's a Liar" – 4:05
3. "Paradise" – 4:21
4. "Don't Fall in Love with Me" – 4:57
5. "Soldiers" – 4:28
6. "I Still Love You" – 4:27
7. "Wildflower" – 4:26
8. "Nothing Could Be Good" (Albhy Galuten, B. Gibb, R. Gibb, M. Gibb) – 4:13
9. "Cryin' Everyday" – 4:05
10. "Be Who You Are" (B. Gibb) – 6:42

## Izvan popisa
1. "Heart (Stop Beating In Time)" - kasnije snimljeno od Lea Sayera
2. "Heat Of The Night"
3. "Loving You Is Killing Me"
4. "Hold Her In Your Hand" - kasnije snimljeno od Mauricea Gibba, 1984. kao soundtrack za A Breed Apart

## Izvođači
- Barry Gibb – vokal, akustična gitara
- Robin Gibb – vokal
- Maurice Gibb – vokal, akustična gitara
- Steve Gadd - bubnjevi

## Vanjske poveznice
- discogs.com - Bee Gees - Living Eyes